# Jansen en Janssen (Kuifje)
Jansen en Janssen (in een eerdere vertaling Jansen en Jansens, nog eerder Janssen en Janssens en in het begin Peters en Peeters) zijn de Nederlandstalige namen voor de twee stuntelige detectives uit de Kuifje-strips van de Belgische tekenaar en scenarist van stripverhalen Hergé (1907-1983). Hun meest oorspronkelijke namen - in de Franstalige versie - zijn X33 en X33 BIS.

## Geschiedenis als personages in de strip
In de eerdere albums waren Jansen en Janssen slechts bijfiguren, maar in de latere albums en ook in de nieuwe versies van de oude albums kregen zij en hun stereotiepe gedrag een grotere rol.
Ze kwamen voor het eerst ten tonele in Les aventures de Tintin, reporter, en Orient (letterlijk: De avonturen van Tintin, reporter, in het Oosten), het latere De sigaren van de farao en tevens het vierde deel uit de Kuifje-reeks, dat voor het eerst gepubliceerd werd in de jeugdbijlage Le Petit Vingtième van de Belgische krant Le Vingtième Siècle. Op 29 december 1932 maakten ze hun debuut. Inmiddels zijn ze ook te aanschouwen in het eerste plaatje van Kuifje in Afrika, het tweede deel, waarbij ze – zonder bij naam genoemd te worden – gadeslaan dat Kuifje naar Afrika vertrekt. In De sigaren van de farao nemen ze een belangrijke plaats in, maar ze worden in de albumversie pas aan het eind van het verhaal bij naam genoemd en dan alleen nog in een krantenartikel.    
Hun van 2 februari 1933 daterende oorspronkelijke Franse namen zijn X33 en X33 BIS. De codenamen komen van het kraagnummer van Belgische politieagenten, dat 22 was en twee keer op de kraag stond. Sinds 1938 heten ze in het Frans Dupond en Dupont. 
In februari 1940 kregen ze voor het eerst Nederlandse namen – Peters en Peeters – in het proefnummer van het weekblad De Bengel, dat de Vlaamse tegenhanger van Le Petit Vingtième had moeten worden. De Duitse inval van België verhinderde een vervolg. In mei 1944 kregen ze de namen Janssen en Janssens bij een Kuifje-verhaal in het Vlaamse dagblad Het Laatste Nieuws. Later ging dit over in Jansen en Jansens en uiteindelijk kregen ze de namen Jansen en Janssen.

## Achtergronden
Het duo lijkt sprekend op de politiemannen Schultze en Muller uit de roman Les Cinq Sous de Lavarède (Met een kwartje de wereld rond) van de Fransen Paul d'Ivoi en Henri Chabrillat uit 1894, die net als Jansen en Janssen de filosoof uithangen en elkaar napraten. Ook zijn ze net zo dom. Hergé kende dit boek. Schultze en Muller zijn weer geïnspireerd op de fictieve Amerikaanse verzekeringsagenten Craig en Fry uit het boek Les Tribulations d'un Chinois en Chine (Het Lijden van een Chinees in China) van de Franse schrijver Jules Verne uit 1879. Het uiterlijk van Jansen en Janssen is gebaseerd op dat van Hergés vader en diens tweelingbroer, die eenzelfde bolhoed droegen.
Hoewel niet verwant, lijken ze een eeneiige tweeling. Het onderscheid tussen de twee kan worden gemaakt doordat de puntjes van de snor van Jansen recht naar beneden hangen en die van Janssen naar boven uitwaaieren. Ook in andere talen heeft de eerstgenoemde van de twee een geheel hangende snor (Dupond, Thomson, Schulze etc.). Volgens een Frans ezelsbruggetje wordt Dupond met de d van moustaches droites (rechte snor) geschreven, en Dupont met de t van moustaches troussées (opgekrulde snor) of, in de woorden van Hergé zelf, met de t van moustaches un tantinet "tire-bouchonnées".
De detectives zorgen voor veel van de slapstickhumor in de serie. Het duo heeft last van spoonerismes (versprekingen) en onhandig gedrag. Een running gag is dat ze elkaars woorden herhalen met de toevoeging: Sterker nog.... Overkomt een van hen een ongelukje, dan staat het vast dat de ander spoedig hetzelfde overkomt. Hoewel enorm incompetent, worden ze voortdurend geselecteerd voor gevoelige missies, zoals de bewaking van de maanraket van professor Zonnebloem (in de albums Raket naar de maan en Mannen op de maan).
Om niet op te vallen, vermommen ze zich regelmatig. Maar dat doen ze constant door traditionele kleding te dragen die niet meer in gebruik is. Zo lopen ze rond in een Chinees mandarijnenkostuum in De Blauwe Lotus en dragen ze klassieke Griekse klederdracht in Syldavië.
In de meeste Kuifje-vertalingen hebben de detectives een bijna identieke naam. Zo heten ze in het Engels Thomson en Thompson, in het Duits Schulze en Schultze en in het Fries Hepkema en Tjepkema.

## Dupont et Dupond, détectives
In 1943 kregen Jansen en Janssen als Dupont et Dupond hun eigen eenmalige feuilleton in de Belgische krant Le Soir, waarin ook de Kuifjestrips werden afgedrukt. Het was een vervolg op een op 6 september in dezelfde krant gepubliceerde aflevering uit het verhaal van De schat van Scharlaken Rackham. In het album komt het voor op bladzijde 57. In het afgeleide verhaal, met als titel Dupont et Dupond, détectives, lossen de detectives op een boerderij een moordzaak op. De serie verscheen zes keer per week van 24 september tot en met 12 november en bestond uit 41 tekeningen van Hergé met tekst van Paul Kinnet. In elke aflevering werd één tekening geplaatst. De tekeningen werden niet zoals gebruikelijk gesigneerd met het pseudoniem Hergé, maar met de letter h.

## Trivia
- De personages kregen in sommige talen andere namen, zoals Hernández y Fernández (Spaans). In andere talen (zoals het Fins en Portugees) werden de oorspronkelijke Franse namen Dupond et Dupont overgenomen.
- In het Asterixalbum Asterix en de Belgen treden Jansen en Janssen op in een kleine bijrol.
- In de film The Adventures of Tintin: The Secret of the Unicorn werden Jansen en Janssen gespeeld door Simon Pegg en Nick Frost.
- In het Kiekeboealbum De snor van Kiekeboe protesteren Jansen en Janssen tegen de verkiezing van Marcel Kiekeboe tot 'Snor van het Jaar' door de Antwerpse Snorrenclub.
- In de Nederlandse versie van Takeshi's Castle worden de twee namen regelmatig gebruikt om een stuntelend eeneiig duo te benoemen.
- In de roman Anéantir (2010) van Michel Houellebecq komen twee artsen voor die door de hoofpersoon worden aangeduid als "Dupond et Dupont". In de Nederlandse vertaling van Martin de Haan werd dat "Jansen en Janssen".
- Het Buro Jansen & Janssen heeft zich naar het duo vernoemd.
- Het immobiliënkantoor "Janssen en Janssen", die vooral in de Antwerpse provincie actief is, is ook vernoemd naar het olijke duo. In het logo zijn de bolhoeden en de wandelstokken opgenomen.
- In de zomer van 2007 zond de VPRO het licht onderzoeksjournalistieke televisieprogramma Jansen en Janssen uit.
- De Engelse band Thompson Twins is naar Jansen en Janssen vernoemd.
- In de musical Kuifje: De Zonnetempel (2001) werden de rollen van Jansen en Janssen gespeeld door Chris Van den Durpel & Guido Naessens (originele versie) en Dick Cohen & Walter Baele (herneming).